# Lavizzara
Lavizzara es una comuna suiza del cantón del Tesino, situada en el distrito de Vallemaggia, círculo de Lavizzara. Limita al norte con las comunas de Bedretto, Airolo y Quinto, al este con Prato, Dalpe, Faido, Sonogno y Brione, al sur con Maggia y Cevio, con la que también limita al oeste.
La comuna de Lavizzara es el resultado de la fusión el 4 de abril de 2004, de las comunas de Broglio, Brontallo, Fusio, Menzonio, Peccia y Prato-Sornico, que actualmente ostentan el estatus de localidades.
Forman parte del territorio comunal las localidades de Broglio, Brontallo, Fusio, Menzonio, Mogno, Monti di Rima, Peccia, Piano di Peccia, Prato, San Carlo, Sant'Antonio y Sornico.

## Personalidades
- Flavio Cotti, consejero federal.